# Promozione Piemonte-Valle d'Aosta 1968-1969
Il campionato di calcio di Promozione 1968-1969 è stato il V livello del campionato italiano.
Questo è il girone organizzato per le regioni Piemonte e Valle d'Aosta dal Comitato Regionale Piemontese.
Comitato Regionale Piemontese, Via Volta 3 - Torino, telefono 534.114.
- Presidente - Felice Trentin
- Segretario - Paolo Mele
- Componenti - Gaudenzio Balossini, Enrico Barrera, Giuseppe Bertolotti, Achille Fino, Giuseppe Galli.
- Giudice Sportivo - Achille Ronco (sostituto: Giovanni Di Rosa).
- Commissario Tecnico Regionale - Gaspare Tallia.

Nella stagione 1968-1969 fu giocato in Piemonte il campionato di Promozione a girone unico.

Comitati Provinciali e Locali: Alessandria, Aosta, Asti, Biella, Cuneo, Novara, Torino e Vercelli.

## Girone unico

### Squadre partecipanti
| Squadra                         | Città (provincia)          | Stagione 1967-1968 |
| ------------------------------- | -------------------------- | ------------------ |
| U.S. Aosta                      | Aosta                      |                    |
| A.S. Arona                      | Arona (NO)                 |                    |
| Pol. Carletto Michelis          | Busca (CN)                 |                    |
| U.S. Cassine                    | Cassine (AL)               |                    |
| A.C. Chieri                     | Chieri (TO)                |                    |
| A.C. Cinzano                    | Santa Vittoria d'Alba (CN) |                    |
| C.S. Ciriè                      | Cirié (TO)                 |                    |
| G.S. Ex Alunni Istituto Sociale | Torino                     |                    |
| U.S.I. Grignasco                | Grignasco (NO)             |                    |
| U.S. Inox Neo Baveno            | Baveno (NO)                |                    |
| U.S. Novese Velluti Dellepiane  | Novi Ligure (AL)           |                    |
| Oleggio Sportiva                | Oleggio (NO)               |                    |
| U.S. Santhià                    | Santhià (VC)               |                    |
| A.S. Sunese                     | Suno (NO)                  |                    |
| U.S. Valenzana                  | Valenza (AL)               |                    |
| A.S. Virtus Villadossola        | Villadossola (NO)          |                    |

### Classifica finale
|  | Pos. | Squadra                | Pt  | G   | V   | N   | P   | GF  | GS  | DR  |
|  | ---- | ---------------------- | --- | --- | --- | --- | --- | --- | --- | --- |
|  | 1.   | Aosta                  | 41  | 30  | 15  | 11  | 4   | 40  | 21  | +19 |
|  | 2.   | Ciriè                  | 38  | 30  | 14  | 10  | 6   | 39  | 28  | +11 |
|  | 3.   | Oleggio                | 34  | 30  | 13  | 8   | 9   | 35  | 29  | +6  |
|  | 3.   | Virtus Villadossola    | 34  | 30  | 13  | 8   | 9   | 43  | 33  | +10 |
|  | 3.   | Chieri                 | 34  | 30  | 12  | 10  | 8   | 34  | 24  | +10 |
|  | 6.   | Cinzano                | 32  | 30  | 9   | 14  | 7   | 24  | 20  | +4  |
|  | 7.   | Ex Alunni Ist. Sociale | 31  | 30  | 9   | 13  | 8   | 37  | 37  | 0   |
|  | 8.   | Cassine                | 30  | 30  | 7   | 16  | 7   | 41  | 36  | +5  |
|  | 9.   | Valenzana              | 28  | 30  | 7   | 14  | 9   | 22  | 24  | -2  |
|  | 9.   | Carletto Michelis      | 28  | 30  | 9   | 10  | 11  | 36  | 36  | 0   |
|  | 11.  | Arona                  | 27  | 30  | 9   | 9   | 12  | 34  | 43  | -9  |
|  | 11.  | Santhià                | 27  | 30  | 6   | 15  | 9   | 37  | 37  | 0   |
|  | 13.  | Novese                 | 26  | 30  | 10  | 6   | 14  | 40  | 58  | -18 |
|  | 14.  | Grignasco              | 24  | 30  | 7   | 10  | 13  | 27  | 34  | -7  |
|  | 14.  | Inox Neo Baveno        | 24  | 30  | 5   | 14  | 11  | 28  | 40  | -12 |
|  | 16.  | Sunese                 | 20  | 30  | 6   | 8   | 16  | 25  | 42  | -17 |
|  |      |                        | 478 | 480 | 151 | 176 | 153 | 542 | 542 | 0   |

Legenda:

      Promosso in Serie D.
  Retrocesso e in seguito riammesso.
      Retrocesso in Prima Categoria.
Regolamento:

Due punti a vittoria, uno a pareggio, zero a sconfitta.
Pari merito in caso di pari punti.
Nota bene: classifica con dati incongruenti e/o incompleti.